# حيدرالات (مقاطعة فومن)
حيدرالات (بالفارسية: حیدرالات) هي قرية تقع في قسم غوراببس الريفي في إيران. يقدر عدد سكانها بـ 666 نسمة بحسب إحصاء 2016.